# Cestrum montanum
Cestrum montanum är en potatisväxtart som beskrevs av John Miers. Cestrum montanum ingår i släktet Cestrum och familjen potatisväxter. Inga underarter finns listade i Catalogue of Life.